# 神秘寵物
《神秘寵物》（日语：ハタキ）是野中英次在《イブニング》所連載的搞笑漫畫作品。2010年後開始長期停止連載

## 故事簡介
描述主角島井良夫從一家寵物繁殖公司·里里安特社中領養了一隻神秘寵物ハタキ並且隨著在島井在遭遇許多事情時，ハタキ似乎都能夠發揮牠神秘的能力和變出奇異的外表來一一解決事情......。

## 登場人物
Hataki
故事中被領養的神秘寵物，外形和豬一樣。由寵物繁殖公司·里里安特社所開發的新型寵物並且開放給一般民眾領養過後，寫出報告給他們。雖然外型像豬，但能力非常強大，例如長出翅膀、變大、尾巴伸長、長出手腳以及撂倒數名追兵的實力等。
什麼都能吃，但什麼不喜歡吃，則要試驗出來才知道。另外似乎懂得人心，在人們有困擾時都會幫他一把
名字用平假名或片假名都可以。
在第二集能得知，是初期型的Hataki，而且從里里安特社那邊叛逃出來，
島井良夫
本作主角。目前是待業中，因此老是被老婆唸著要他去找工作，但最後都會不了了之。
為了送給老婆禮物，而領養Hataki，但立刻被老婆要求負責養牠，一開始做得很不甘願，但後來開始和牠培養出感情。
做事像是尼特族，還加入一個全由類似的人所組成的「認真思考未來的人們的集會」。
從第二集中，讓老婆離開他並且一個人在外面找工作，最後似乎發現自己陷入陰謀之中。
為了擺脫過去的自己，在第二集中一度換成戴隱型眼鏡。
島井八重子
良夫的妻子。工作能力強，在她的公司是個女強人，所以對於老公不找工作相當在意。
本作中少數的正常人，會擔任吐嘈的角色。
在第一集後面，出差時，寄給主角離婚協議書，但原因不明。
藤枝
認真思考未來的人們的集會的成員之一。髮型是朝天頭。目前似乎是待業中，但能用信用卡來付費，理由是「只要能表現出按時付錢」的樣子就能辦到卡。
雖然本人表示自己沒工作，但不代表沒收入，不過他做的工作似乎都是很無聊的遊戲。
第二集中，有召募良夫來做不像工作的工作，而且事後還給他錢並且在後面發現自己也跟著陷入陰謀之中。
外山
流浪漢，看到Hataki的奇異能力後，將他偷偷抓起來。本來想要利用Hataki偷飯菜，但在看到Hataki的某種模樣後，大吃一驚而昏倒送醫。
在被良夫看到並且質疑他是否偷走Hataki時，被他痛罵一頓，但隨著裝在背包裡的Hataki長出翅膀而跟著飛走。
在其他流浪漢中，似乎很受敬重，常會介紹他們去那家餐廳拿剩菜。
大森
認真思考未來的人們的集會和光流名占學的一員，也是名尼特族，跟藤枝的關係似乎不太好。
第二集中，介紹良夫到月租一萬日圓的屋子住。
井之上
突然出現在良夫住的房子的中年大叔，是名無業遊民且擅於做家事。
曾領養過雞造型的Hataki，而且把它拿去當鋪典當，後來和良夫一起出資贖回來。
最後從人類變成和Hataki一樣大小的豬。
雞型Hataki
井之上所養的Hataki，似乎是神秘組織里里安特社的幹部。
神秘人士
突然出現在被Hataki所救的良夫等人面前的人，帶著良夫他們要前往從里里安特社逃出的Hataki所組成的國家。

## 登場組織
認真思考未來的人們的集會
一如字面一樣，是一群想著未來出路的人們的集會。但想的東西經常很沒意義，成員全都是由尼特族組成。
似乎會固定開會的樣子。
里里安特社
一家寵物繁殖公司，開放讓人收養Hataki並且要人記錄養殖過程寄給他們。
在第二集中，似乎能夠知道是個有巨大陰謀且成員都是動物的神秘組織。
光流名占學
大山所加入的協會，但組織內容和目的是什麼則完全不明。
根據大山所說，加入後，能夠讓人生更加光明？